# Уилсон, Рэйн
Рэйн Персиваль Ди́трих Уи́лсон (англ. Rainn Percival Dietrich Wilson; род. 20 января 1966, Сиэтл, США) — американский актёр, наиболее известный по роли Дуайта Шрута в американском телесериале «Офис», за исполнение которой он трижды выдвигался на премию «Эмми».

## Биография
Рэйн Уилсон родился в Сиэтле (штат Вашингтон). Его мать была учителем йоги и актрисой, отец — писателем, художником и бизнес-консультантом.
Помимо сериала «Офис» сыграл главную роль в комедии «Голый барабанщик», озвучил Галактазара в мультфильме «Монстры против пришельцев» и сыграл небольшие роли в фильмах «Джуно» и «Трансформеры: Месть падших».
В 2010 году сыграл главную роль в чёрной комедии «Супер». В 2018 году снялся в эпизоде сериала «Комната 104»
Женат, имеет сына 2004 года рождения. Исповедует веру Бахаи.
В ноябре 2022 года в целях привлечения внимания к проблемам экологии и изменению климата Арктики сменил имя в социальных сетях на Rainnfall Heat Wave Extreme Winter Wilson (в переводе: Стена Дождя Волна Тепла Экстремальная Зима Уилсон).

## Избранная фильмография
| Год       |    | Русское название           | Оригинальное название               | Роль                         |
| --------- | -- | -------------------------- | ----------------------------------- | ---------------------------- |
| 1999      | ф  | В поисках Галактики        | Galaxy Quest                        | Ланк                         |
| 2001      | с  | Зачарованные               | Charmed                             | Киркан                       |
| 2001      | с  | Тёмный ангел               | Dark Angel                          | Фил                          |
| 2003      | ф  | Дом 1000 трупов            | House of 1000 Corpses               | Билл Хадли                   |
| 2003—2005 | с  | Клиент всегда мёртв        | Six Feet Under                      | Артур Мартин                 |
| 2003      | ф  | Мерзавец                   | BAADASSSSS!                         | Билл Харрис                  |
| 2005      | ф  | Сахара                     | Sahara                              | Руди Ган                     |
| 2005—2013 | с  | Офис                       | The Office                          | Дуайт Шрут                   |
| 2006      | ф  | Моя супер-бывшая           | My Super Ex-Girlfriend              | Вон Хейг                     |
| 2007      | ф  | Последняя Мимзи Вселенной  | The Last Mimzy                      | Ларри Уайт                   |
| 2007      | ф  | Джуно                      | Juno                                | Ролло                        |
| 2008      | ф  | Голый барабанщик           | The Rocker                          | Роберт «Фиш» Фишман          |
| 2009      | мф | Монстры против пришельцев  | Monsters vs. Aliens                 | Галактазар                   |
| 2009      | ф  | Трансформеры: Месть падших | Transformers: Revenge of the Fallen | профессор Колан              |
| 2010      | ф  | Хэшер                      | Hesher                              | Пол Форни                    |
| 2010      | ф  | Супер                      | Super                               | Фрэнк д’Арбо / Багряный Болт |
| 2015      | с  | Бэкстром                   | Backstrom                           | Эверетт Бэкстром             |
| 2016      | с  | Гастролёры                 | Roadies                             | Брайс Ньюман                 |
| 2016      | ф  | Миссия: Неадекватна        | Army of One                         | агент Саймонс                |
| 2017      | с  | Звёздный путь: Дискавери   | Star Trek: Discovery                | Гарри Мадд                   |
| 2018      | ф  | Мег: Монстр глубины        | The Meg                             | Джек Моррис                  |
| 2019      | ф  | Чёрный дрозд               | Blackbird                           | Майкл                        |
| 2022      | ф  | Странный Эл                | Weird: The Al Yankovic Story        | Док Дементо                  |
| 2025      | ф  | У моря                     | At the Sea                          |                              |